# EV Lacertae

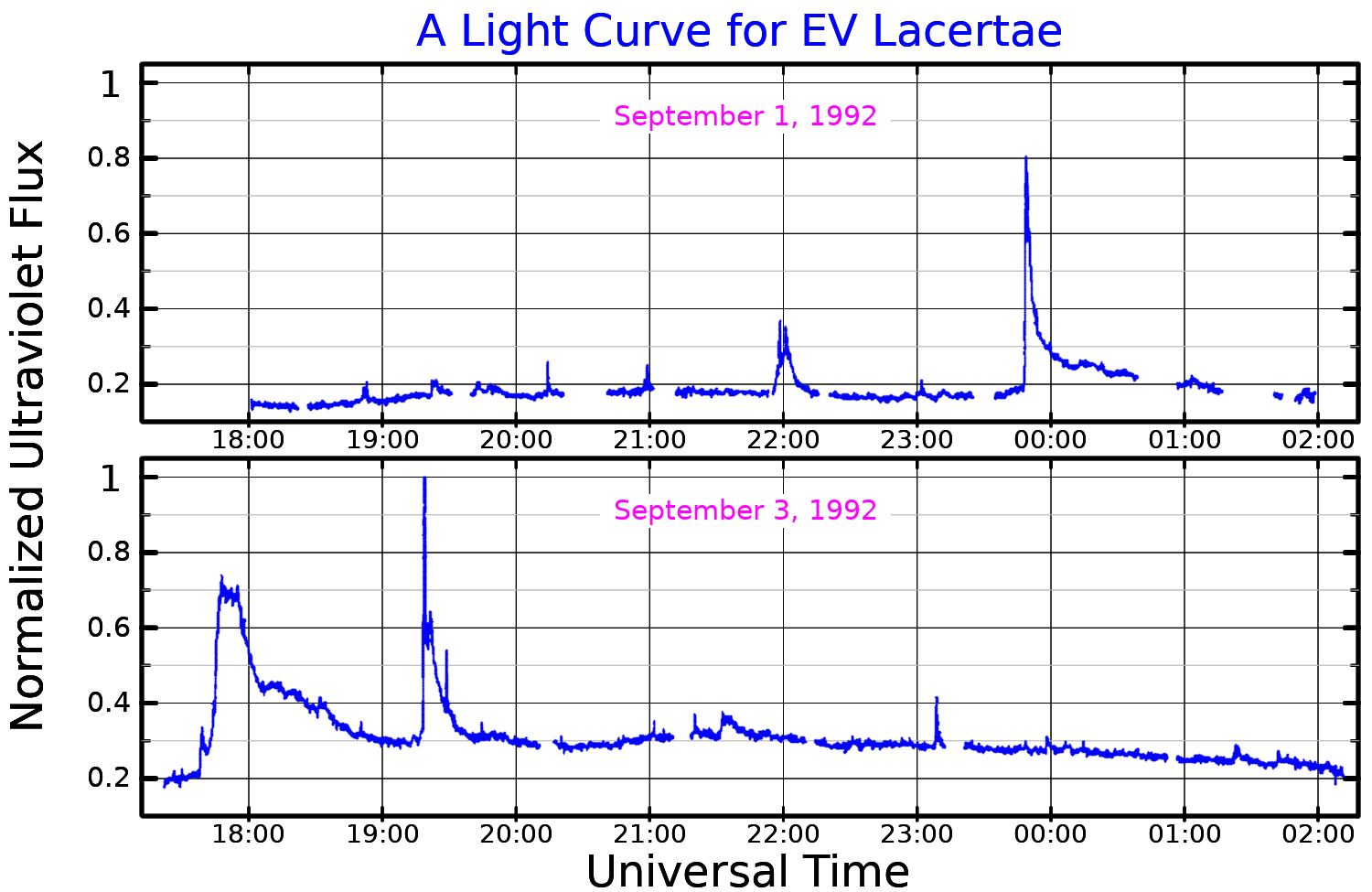
Lichtkromme met flares van EV Lac

EV Lacertae is een vlamster in het sterrenbeeld Lacertae met een spectraalklasse van M3.5.